# Prueba de compresión de Apley
La prueba de compresión de Apley o prueba de Apley se usa para evaluar los meniscos de la rodilla en busca de problemas.
Para realizar la prueba, el paciente se tumba en decúbito prono (boca abajo) en una camilla y flexiona la rodilla en un ángulo de 90 grados. Entonces el examinador coloca su propia rodilla a través de la cara posterior del muslo del paciente. Entonces se comprime la tibia en sentido craneal, hacia la articulación de la rodilla, mientras se rota externamente. Si esta maniobra produce dolor, esto constituye una prueba de Apley positiva y probable daño en el menisco.
La prueba de Apley recibe su nombre por Alan Graham Apley  (1914–1996), un cirujano traumatólogo británico.